# Muriel Pletts
Muriel Pletts (* 23. Februar 1931 in Bradford, verheiratete Hearnshaw) ist eine ehemalige britische Sprinterin.
Bei den Olympischen Spielen 1948 in London wurde sie Vierte mit der 4-mal-100-Meter-Staffel.
Ihre Tochter Susan Hearnshaw war als Weitspringerin erfolgreich.

## Persönliche Bestzeiten
- 100 m: 12,5 s, 1951
- 220 Yards: 25,6 s, 12. Juni 1948, Bradford (entspricht 25,5 s über 200 m)